# Loșkivți, Dunaiivți
Loșkivți (în ucraineană Лошківці) este o comună în raionul Dunaiivți, regiunea Hmelnîțkîi, Ucraina, formată numai din satul de reședință.

## Demografie
Componența lingvistică a comunei Loșkivți
     Ucraineană (98,7%)
     Rusă (1,2%)
     Alte limbi (0,09%)
Conform recensământului din 2001, majoritatea populației comunei Loșkivți era vorbitoare de ucraineană (98,7%), existând în minoritate și vorbitori de rusă (1,2%).